# Домой (фильм, 2019)
«Домой» (укр. Додому, крымскотат. Evge) — украинский драматический фильм режиссёра Наримана Алиева — дебют 26-летнего режиссёра, отобранный для программы «Особый взгляд» Каннского кинофестиваля, получивший гран-при Одесского международного кинофестиваля и выдвинутый от Украины на соискание премии «Оскар».

## Сюжет
У крымского татарина Мустафы (Ахтем Сеитаблаев) на российско-украинской войне погибает старший сын Назим. Отец приезжает из аннексированного Россией Крыма в Киев, чтобы забрать тело и похоронить на родной земле. В дороге обратно в Крым его сопровождает младший сын Алим (Ремзи Билялов). Мустафа рассчитывает на то, что единственный оставшийся у него наследник останется с ним; Алим, изучающий в Киеве журналистику, хочет для себя другой судьбы. Путешествие отца и сына через пол-Украины, завершающееся в Крыму, чревато не только стычками и откровениями между ними, но и различными столкновениями с повседневной украинской действительностью.

## Актёры и команда
- Ахтем Сеитаблаев — Мустафа
- Ремзи Билялов — Алим
- Анатолий Маремпольский — Назим
- Дарья Барихашвили — Олеся, жена Назима
- Виктор Жданов[укр.] — дядя Вася
- Вероника Лукьяненко — Маша

- Режиссёр Нариман Алиев
- Продюсер Владимир Яценко
- Сценаристы Нариман Алиев, Марыся Никитюк
- Оператор Антон Фурса
- Монтажёр Александр Чёрный
- Художник-постановник Владлен Одуденко[укр.]
- Художник по костюмам Анастасия Сутягина
- Звукорежиссёр Сергей Степанский[укр.]

## Финансирование и съёмки
Картина получила грант Министерства культуры Украины по итогам конкурса кинопроектов патриотического направления: в итоге государство профинансировало съёмки на 80 % (16 миллионов гривен из общего бюджета в 20 миллионов гривен), хотя первоначально продюсер картины Владимир Яценко должен был вложить в работу собственные средства. Картина снималась в хронологической последовательности эпизодов, все съёмки были натурными, за исключением съёмок на пограничном переходе Чонгар между Украиной и аннексированным Крымом, для которых был построен павильон. Съёмки заняли всего 18 дней.

## Отзывы критики
«Домой» — характерный пример жанра роуд-муви (с англ. — «дорожное кино»): не только потому, что на протяжении почти всего фильма герои находятся в дороге, но и потому, что начинают они эту дорогу одними людьми, а заканчивают уже другими.
Многие критики сходятся в высокой оценке актёрского мастерства Ахтема Сеитаблаева, умеющего вызвать симпатию к своему персонажу, и непрофессионального актёра Ремзи Билялова (двоюродного брата режиссёра), чья непосредственность пошла картине на пользу, а также операторской работы Антона Фурсы, приближающейся по манере к докудраме. В то же время The Hollywood Reporter отмечал, что многообещающий дебют молодого режиссёра слишком сильно привязан к политическому и историческому контексту для того, чтобы заинтересовать зрителей из других регионов, а собственно повествовательная часть картины слишком скудна и схематична.
В поэтике картины критика усмотрела сходство с работами турецкого режиссёра Нури Бильге Джейлана; с этим согласен и режиссёр фильма Нариман Алиев, а оператор Антон Фурса добавляет, что некоторыми визуальными решениями фильм обязан картине «Старикам здесь не место». Среди других картин, с которыми критики видят перекличку в фильме Алиева, — «Древо жизни» Терренса Малика и «Возвращение» Андрея Звягинцева.